# Paraphoxus oculatus
Paraphoxus oculatus is een vlokreeftensoort uit de familie van de Phoxocephalidae. De wetenschappelijke naam van de soort is voor het eerst geldig gepubliceerd in 1879 door Sars.